# Atmosfera da Lua

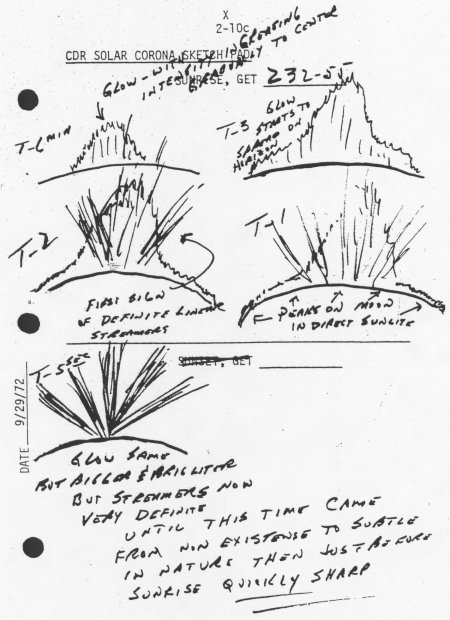
Na alvorada e no pôr do Sol, muitas tripulações de missões Apolo viram brilhos e raios de luz. Este desenho da Apolo 17 apresenta os misteriosos raios do crepúsculo.

Para a maioria dos efeitos práticos, considera-se que a Lua é cercada por vácuo. A elevada presença de partículas atômicas e moleculares na sua vizinhança (comparada ao meio interplanetário), considerada como a atmosfera lunar para efeitos científicos, é desprezível em comparação com o envoltório gasoso da Terra e da maior parte dos planetas do Sistema Solar – menos de cem trilhonésimos (10−14) da densidade da atmosfera terrestre no nível do mar. Por outro lado, considera-se que a Lua não possui atmosfera, pois ela não pode absorver quantidades mensuráveis de radiação, não parece possuir camadas ou auto-circulação e requer reabastecimento constante, dada a alta taxa em que a atmosfera é perdida para o espaço. O vento solar e a desgaseificação não são fontes primárias para a atmosfera terrestre, nem para qualquer atmosfera estável.

## Perdas
Os gases podem:
- ser reabsorvidos pelo regolito como resultado da gravidade da Lua;
- escapar da Lua totalmente, se a partícula estiver se movendo para cima à velocidade de escape lunar de 2,38 km/s ou superior;
- ser perdidos para o espaço pela pressão de radiação solar ou, se os gases estiverem ionizados, por serem varridos pelo campo magnético do vento solar.

## Composição
Até recentemente, era aceito por quase todos que a Lua virtualmente não tem atmosfera. Assim como a descoberta de água na Lua transformou o nosso conhecimento sobre o vizinho celestial mais próximo da Terra, estudos recentes confirmam que a Lua efetivamente possui uma atmosfera consistindo de alguns gases pouco usuais, incluindo sódio e potássio, que não são encontrados nas atmosferas da Terra, Marte e Vênus. A atmosfera da Lua consiste de uma quantidade infinitesimal de ar, quando comparada com a atmosfera terrestre. Ao nível do mar na Terra, cada centímetro cúbico de atmosfera contém aproximadamente 1019 moléculas; por comparação, a atmosfera lunar contém menos de 106 moléculas no mesmo volume, o que, na Terra, é considerado um vácuo muito bom. Na verdade, a densidade da atmosfera na superfície lunar é comparável à dos limites da atmosfera terrestre onde orbita a Estação Espacial Internacional.
Os elementos sódio e potássio foram detectados na atmosfera da Lua utilizando-se métodos espectroscópicos baseados na Terra, enquanto os isótopos radônio-222 e polônio-210 foram inferidos a partir dos dados obtidos pelo espectrômetro de partículas alfa Lunar Prospector. O argônio-40, hélio-4, oxigênio e/ou metano (CH4), gás nitrogênio (N2) e/ou monóxido de carbono (CO) e dióxido de carbono (CO2) foram identificados por detectores in-situ instalados pelos astronautas do Projeto Apollo.
As abundâncias médias dos elementos conhecidos como presentes na atmosfera lunar, em átomos por centímetro cúbico, são as seguintes:
- Argônio: 40 000
- Hélio: 2 000–40 000
- Sódio: 70
- Potássio: 17
- Hidrogênio: menos de 17

Isto leva a aproximadamente 80 mil átomos por centímetro cúbico, marginalmente maior do que a quantidade que se supõe existir na atmosfera de Mercúrio. Ao mesmo tempo em que isto excede em muito a densidade do vento solar, que é usualmente da ordem de apenas alguns prótons por centímetro cúbico, é virtualmente um vácuo em comparação com a atmosfera da Terra.
A Lua pode também ter uma tênue “atmosfera” de poeira em estado de levitação eletrostática.